# Nathan Jawai
Nathan "Nate" Jawai (nascut el 10 d'octubre de 1986, a Sydney) és un jugador professional de bàsquet australià. Fa 2,08 metres d'alçada i juga en la posició de pivot, on destaca pel seu físic i per la seva capacitat d'intimidació. L'anomenen "Aussie Shaq" o "Baby Shaq" a causa de la seva semblança física amb Shaquille O'Neal, tot i que ell demana insistentment que no se li faci cap mena de comparació amb O'Neal. Va ser el primer aborigen australià a jugar a l'NBA.

## Trajectòria esportiva

### Universitat
Va viatjar als Estats Units per jugar a la petita universitat de Midland College, on únicament va disputar 13 partits, amb una mitjana d'11,4 punts, 5,8 rebots i 1,0 taps per partit, abans de tornar al seu país per jugar professionalment.

### Selecció australiana
Ha jugat en les categories inferiors de la selecció australiana. Va ser membre de l'equip sub-21 que va participar en els Campionats del Món del 2005, disputats a Mar del Plata, però no va poder jugar a causa d'una lesió.

### Lliga australiana
De tornada a Austràlia va fitxar pels Cairns Taipans, de la NBL, on va fer una mitjana de 17,7 punts i 9,6 rebots per partit. Va ser el tercer màxim rebotejador de la competició, cinquè en percentatge de tir (57,5%) i novè en taps (1,0). Va anotar 20 o més punts en 12 ocasions i va aconseguir 13 dobles dobles. Va ser elegit per unanimitat rookie de l'any i el van incloure en el segon millor quintet de la temporada. Va jugar, a més, l'All-Star Game, on va aconseguir 24 punts i 12 rebots, i va ser elegit MVP del partit.

### NBA
Va ser elegit en la segona ronda del Draft de l'NBA del 2008 per Indiana Pacers. Tanmateix, els seus drets van ser immediatament traspassats als Toronto Raptors, juntament amb Jermaine O'Neal, a canvi de T. J. Ford, Rasho Nesterović, Maceo Baston i l'elecció 17a del draft, Roy Hibbert. L'11 de juliol va firmar contracte garantit amb els Raptors per dues temporades.
Va jugar dos partits de la Lliga d'estiu de l'NBA disputada a Las Vegas, en els quals va fer, de mitjana, 10,5 punts, 5,5 rebots i 1,5 taps per partit.
Va debutar finalment a l'NBA el 21 de gener de 2009, en un partit contra els Detroit Pistons disputat a The Palace of Auburn Hills.
El 9 de juliol de 2009, Jawai va ser traspassat als Dallas Mavericks, formant part d'un intercanvi entre quatre equips. El 20 d'octubre de 2009 va ser enviat als Minnesota Timberwolves a canvi d'una segona ronda condicional del draft del 2012.
Va arribar a jugar un total de 38 partits amb la samarreta dels Timberwolves, en els quals va fer, de mitjana, 3,2 punts i 2,7 rebots. Posteriorment, va ser enviat als Sioux Falls Skyforce de la Lliga de desenvolupament de l'NBA, on va jugar 7 partits, amb mitjanes de 8 punts i 3,7 rebots.

### Europa
L'agost del 2010 es va confirmar el seu fitxatge pel Partizan de Belgrad, de la lliga adriàtica de bàsquet.
El 2011 va firmar amb l'UNICS Kazan, de la lliga russa.
El 18 de juliol de 2012 es va convertir en el segon fitxatge de la temporada del FC Barcelona Regal (després d'Ante Tomic), en firmar-hi un contracte per una temporada, en principi per jugar només l'Eurolliga, a causa de l'excés de jugadors extracomunitaris de la plantilla en relació amb la quota de dos extracomunitaris de l'ACB i tenint en compte que el Barça ja tenia en la plantilla Chuck Eidson i Pete Mickeal. Després d'una temporada al Barça, al juliol de 2013 va firmar un contracte amb el Galatasaray SK turc per una temporada amb una altra opcional. El desembre de 2014, va deixar el Galatasaray i va signar amb el MoraBanc Andorra per la resta de la temporada.